# Kissin' in the Back Row of the Movies
Kissin' in the Back Row of the Movies is een nummer van de Amerikaanse band The Drifters uit 1974. 
In een interview voor BBC Radio 2 uit 2022 gaf Roger Greenaway, een van de schrijvers van het lied, aan dat dat hij leadzanger Johnny Moore moest overtuigen om het nummer op te nemen. In eerste instantie vond Moore het ongeschikt dat een man van zijn leeftijd teksten als "When I pick her up from school" en "When her homework's done" zou zingen. Greenaway vertelde Moore dat de fans van The Drifters echt niet over die teksten zouden vallen en dat het nummer veel hitpotentie had. Moore ging overstag en de band nam het nummer alsnog op.
Het nummer bereikte de tweede plek in de UK Singles Chart en ook de top 10 in Argentinië, Australië en Ierland. In Nederland behaalde het de twaalfde plek, waarmee het het succesvolste nummer van de groep in de Nederlandse Top 40 is.

## NPO Radio 2 Top 2000
| Nummer met noteringen in de NPO Radio 2 Top 2000 | '99  | '00  | '01-'02 | '03  |
| ------------------------------------------------ | ---- | ---- | ------- | ---- |
| Kissin' in the Back Row of the Movies            | 1559 | 1843 | -       | 1949 |

1. ↑  Een '-' betekent dat het nummer niet was genoteerd en een vetgedrukt getal geeft de hoogste notering aan.
2. ↑  Deze tabel is bijgewerkt tot en met de laatste editie (2024).